# 日拉韋萊鄉
44°46′N 26°32′E / 44.767°N 26.533°E
日拉韋萊鄉（羅馬尼亞語：Comuna Jilavele, Ialomița），是羅馬尼亞的鄉份，位於該國南部，由雅洛米察縣負責管轄，面積52平方公里，海拔高度65米，2007年人口3,633，人口密度每平方公里69人。